# シャイバ・アリーナ
シャイバ・アリーナ (Shayba Arena, 旧Maly Ice Palace, ロシア語: Ледовая Арена Шайба) は、ロシア、ソチの南にあるアドレルに位置する、定員7,000名のアリーナ。「シャイバ」は、パックを意味するロシア語である。アリーナは、国際アイスホッケー連盟 (IIHF) によって運営され、ソチパラリンピックではアイススレッジホッケー、ソチオリンピックでは、アイスホッケーの数競技を、ボリショイ・アイス・ドームと共に開催した。会場は、300メートル (980 ft)離れて位置している。
シャイバ・アリーナは、移動式になっており、他のロシアの都市のアリーナと同様、使用用途によって解体や移動が可能となっている。オリンピック及びパラリンピックの一時的な作業を含む、2720万US$のコストがかかっている。統計や安全性と共に、最新のLEDスコアボード技術と試合解説システムが、スロバキアのブラチスラヴァにあるコロッセオEASから取り寄せられている。